# Juan Piris Frígola
Juan Piris Frígola (ur. 28 września 1939 w Cullera) – hiszpański duchowny katolicki, biskup Lleidy w latach 2008-2015.

## Życiorys
Święcenia kapłańskie otrzymał 21 września 1963.

## Episkopat
1 marca 2001 papież Jan Paweł II mianował go biskupem ordynariuszem diecezji Menorca. Sakry biskupiej udzielił mu 28 kwietnia 2001 kard. Ricardo María Carles Gordó.
16 lipca 2008 został mianowany biskupem Lleidy. 28 lipca 2015 przeszedł na emeryturę.